# Ovala
Ovala è un comune dell'Azerbaigian situato nel distretto di Astara. Conta una popolazione di 258 abitanti.